# اودا نوبوتاکا

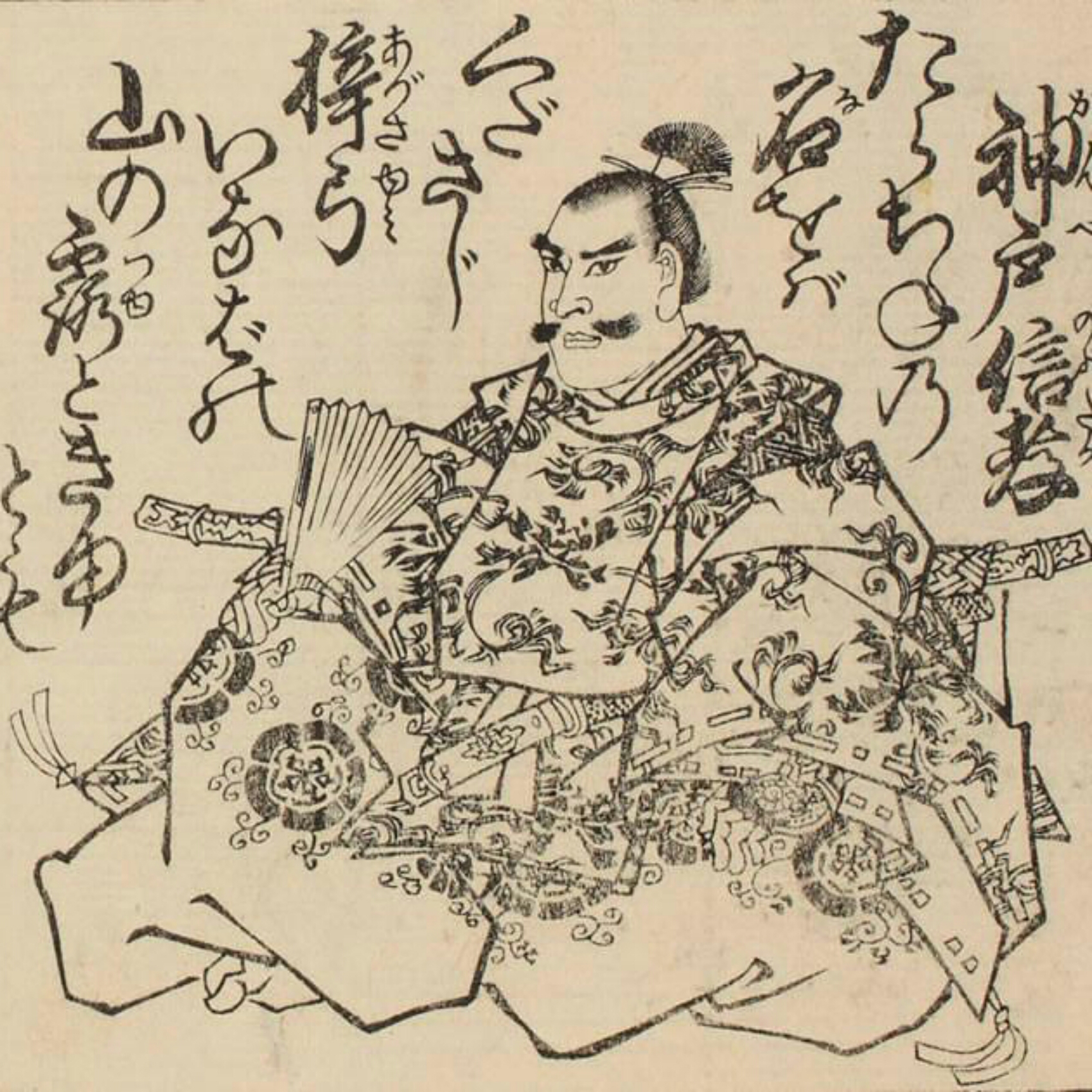
اودا نوبوتاکا

اودا نوبوتاکا (به ژاپنی: 織田 信孝 Oda Nobutaka)، اودا نوبونوری (تولد ۲۲ آوریل ۱۵۵۸–مرگ ۱۹ جون ۱۵۸۳) یک سامورایی و سومین پسر اودا نوبوناگا بود. او همچنین به عنوان رئیس خاندان کانبه پذیرفته شده بود. این خاندان بر مناطق میانی ولایت ایسه حکمرانی می‌کرد و همچنین به نام «کانبه نوبوتاکا» (神戸信孝) نامیده می‌شود.
نوبوتاکا پسر سوم اودا نوبوناگا بود و نام کوچک او را احتمالاً به این علت که در روز هفتم در ماه سوم تقویم ژاپنی به دنیا آمده بود، «سان‌ایچی» به (معنی سه و هفت) (三七) نهادند.
به اجبار برادرش اودا نوبوکاتسو و تویوتومی هیده‌یوشی یک سال پس از مرگ پدرش و پس از شکست در نبرد شیزوگاتاکه مجبور به هاراکیری شد.

## خانواده
- پدر: اودا نوبوناگا (۱۵۳۶–۱۵۸۲)
- برادران:
  - اودا نوبوتادا (۱۵۵۷–۱۵۸۲)
  - اودا نوبوکاتسو (۱۵۵۸–۱۶۳۰)
  - اودا نوبوتاکا (۱۵۵۸–۱۵۸۳)
  - هاشیبا هیده‌کاتسو  (۱۵۶۷–۱۵۸۵)
  - اودا کاتسوناگا‏(۱۵۶۸–۱۵۸۲)
  - اودا نوبوهیده (۱۵۷۱–۱۵۹۷)
  - اودا نوبوتاکا (۱۵۷۶–۱۶۰۲)
  - اودا نوبویوشی (۱۵۷۳–۱۶۱۵)
  - اودا نوبوسادا (۱۵۷۴–۱۶۲۴)
  - اودا نوبویوشی (مرگ ۱۶۰۹)
  - اودا ناگاتسوگو (مرگ ۱۶۰۰)
  - اودا نوبوماسا (۱۵۵۴–۱۶۴۷)
- خواهران:
  - توکوهیمه (۱۵۵۹–۱۶۳۶)
  - فویوهیمه (۱۵۶۱–۱۶۴۱)
  - هیده‌کو (مرگ ۱۶۳۲)
  - ای هیمه (۱۵۷۴–۱۶۲۳)
  - هون‌این
  - سان نو مارو دونو (مرگ ۱۶۰۳)
  - تسوروهیمه (همسر ناکاگاوا هیده‌ماسا)